# 宛如横渡七海的风
宛如横渡七海的风（七つの海を渡る風のように）又叫“跨越七海的风”或“吹过七大洋的风”，是三枝夕夏与爱内里菜共同发售的单曲。于2007年4月11日发行。同时也作为《名侦探柯南：绀碧之棺》剧场版的主题曲，Oricon公信榜最高位6位。

## 收录曲

### 初回盤
1. 宛如横渡七海的风
作詞:愛内里菜&三枝夕夏　作曲:大野愛果　編曲:葉山武
2. destiny -rearrange version-
作詞:麻越さとみ　作曲:間島和伸　編曲:大賀好修
3. 唯一的祈愿 -rearrange version-
作詞・作曲 小松未歩　編曲 大賀好修
4. 宛如横渡七海的风（RINA'S vocalless version）
5. 宛如横渡七海的风（U-ka's vocalless version）

### 通常盤
1. 宛如横渡七海的风
作詞:愛内里菜&三枝夕夏　作曲:大野愛果　編曲:葉山武
2. destiny -rearrange version-
作詞 麻越さとみ　作曲 間島和伸　編曲 大賀好修
3. 唯一的祈愿 -rearrange version-
作詞・作曲 小松未歩　編曲 大賀好修
4. 宛如横渡七海的风（Insturmental）

## 收录专辑
- THE BEST OF DETECTIVE CONAN 3 ～名侦探柯南 主题曲集3～（#1）